# Heterogastridae
Heterogastrinae
Famille
Synonymes
- Heterogastrinae Stål, 1872[1]

Les Heterogastridae sont une famille d'insectes hétéroptères (punaises) de la super-famille des Lygaeoidea, qui avaient longtemps été considérée comme une sous-famille des Lygaeidae, les Heterogastrinae.

## Description
Ces punaises sont de couleur brun moucheté, avec le dessus du corps ponctué. Le clypeus dépasse nettement les jugas. Les fémurs antérieurs sont peu gonflés, à peine plus que les fémurs postérieurs, et sans épines. La membrane comporte une ou deux cellules fermées à sa base. Les buccules (excroissances à la base du rostre) sont courtes (n'atteignant pas vers l'arrière la base de la tête), les jugas (plaques latérales situées en avant des yeux) n'ont pas d'épines ou de protubérance, ce qui les distingue des Meschiidae. Tous les stigmates abdominaux sont ventraux. Des groupes de deux à trois trichobothries sont présentes sur les sternites 3, 4, 5 et 7. Les sutures entre les segments 4-5 et 5-6 de l'abdomen sont recourbées vers l'arrière. Le connexivum (bordure latérale de l'abdomen, dont les plaques sont séparées des segments centraux) est bicolore dorsalement. Seuls des individus macroptères sont connus. Elles mesurent de 3 à 8 mm,,,.

## Répartition et habitat
La répartition des espèces dépend de celle de leurs plantes hôtes, plus le climat est chaud, plus il y a de diversité d’espèces. Ces punaises se rencontrent surtout dans l'Ancien Monde, avec leur plus grande diversité en Afrique et dans le Sud du Paléarctique. Deux espèces seulement sont natives du continent américain, où Heterogaster urticae a ensuite également été introduite, ainsi qu'en Nouvelle-Zélande à la fin des années 1970. Quelques genres sont présents dans les écozones australiennes et océanienne.

## Biologie

### Cycle de vie
Les œufs sont allongés et collés sur la face interne des feuilles desséchées, enroulées ou insérées dans une jeune tige ou feuille. Selon la température ambiante, le développement embryonnaire dure entre 5 à 30 jours, pour une moyenne de 10-12 jours. Il y a 5 stades juvéniles. La durée du développement larvaire est essentiellement influencée par la température, la qualité et la quantité de l’alimentation. En France, il est de 20 à 45 jours pour les juvéniles qui n’hibernent pas. L’accouplement se fait souvent par opposition linéaire, dos à dos, le pygophore du mâle tournée à 180° (la face dorsale vers le bas).
En France, les espèces sont souvent univoltines mais parfois bivoltines, s’adaptant aux variations de températures. L’hibernation a souvent lieu au stade adulte, cachée dans la litière ou les tiges des plantes-hôtes. Les mortalités hivernales sont importantes. Ils reprennent leur activité au printemps, après la fonte des neiges. S’il n’y a qu’une seule génération, les adultes sont visibles de mai à septembre, avec un pic d’abondance entre juin et août. En cas de deux générations, celles-ci se recouvrent partiellement.
Leur biologie est mal connue. Ces punaises se nourrissent de graines.

### Alimentation
On peut y distinguer deux groupes :
- le premier, autour du genre Dinomachus, se rencontre sur l'écorce et les troncs de Ficus sp. (Moraceae), et se nourrit de graines de leurs fruits en y insérant leurs longs stylets. Ce groupe est souvent grégaire, et leur corps est long et allongé.
- l'autre groupe, de forme plus courte et trapue, se nourrit sur les Lamiaceae (comme le genre Platyplax sur Salvia, ou le genre Heterogaster sur Origanum et Nepeta[5]), sauf Heterogaster, qui se nourrit également sur les Urticaceae[3].

## Systématique
Ce taxon a été reconnu d'abord par l'entomologiste suédois Carl Stål, et a été longtemps considéré au sein des Lygaeidae, pris dans une conception très large, ou comme une tribu au sein des Pachygrontinae, qui n'étaient pas encore élevés au rang de famille. Scudder révise le groupe en 1957 et en 1962, et en retire Idiostolus et Trisecus, formant les Idiostolidae, ainsi que Meschius, qu'il laisse alors dans les Lygaeidae,. Thomas J. Henry, dans son analyse des Lygaeoidea de 1997, les élève au rang de famille, et montre leur proximité avec les Pachygronthidae, qui avait déjà été suggérée précédemment, et dont il les considère comme le groupe frère. Cette famille ne comprend pas de division interne. Elle comprend une vingtaine de genres et un peu plus d'une centaine d'espèces, selon le catalogue en ligne du site Lygaeoidea Species Files. Un certain nombre d'auteurs appellent à une révision du groupe. La famille comprend aujourd'hui 24 genres et près de 100 espèces. En France, il n'y a que 2 genres et 6 espèces.

### Fossiles
Plusieurs espèces fossiles ont été trouvées, rattachées au genre encore actuel Heterogaster, en France, en Allemagne et en Croatie. Les plus anciens, auxquels appartiennent H. breviscutatus et H. sundgoviensis remontent à l'Oligocène (entre −33 et −28 millions d'années), et les plus récents à −12 à −11 millions d'années.

### Liste des genres
Selon BioLib (6 novembre 2022), complété à partir de Lygaeoidea Species Files :
- genre Artemidorus Distant, 1903
- genre Boccharis Distant, 1904
- genre Depressignus Scudder, 1962
- genre Dinomachellus Scudder, 1957
- genre Dinomachus Distant, 1901
- genre Eranchiellus Scudder, 1957
- genre Heterogaster Schilling, 1829
- genre Hyginellus Distant, 1913
- genre Hyginus Stal, 1859
- genre Masoas Distant, 1906
- genre Minigellus Scudder, 1962
- genre Nerthus Distant, 1909
- genre Parasadoletus Malipatil, 2020
- genre Parathyginus Scudder, 1957
- genre Platyplax Fieber, 1860
- genre Sadoletus Distant, 1903 (syn. Equatobursa Zou, 1985)
- genre Thyrothanus Scudder, 1957
- genre Trinithignus Scudder, 1962
- genre Walkothignus Scudder, 1968
- genre Woodwardothignus Slater, 1981

## Galerie

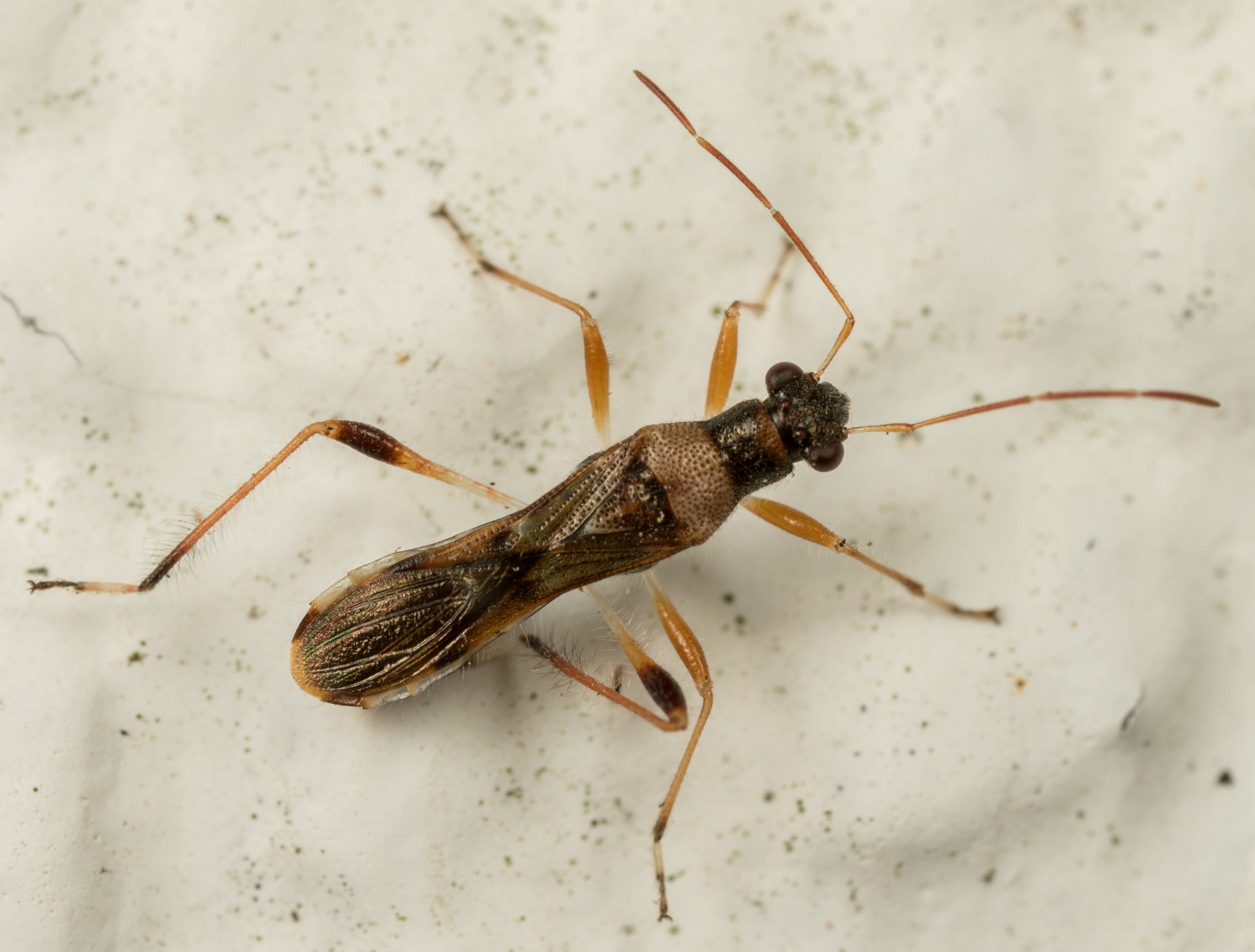
Artemidorus pressus, Hong-Kong.
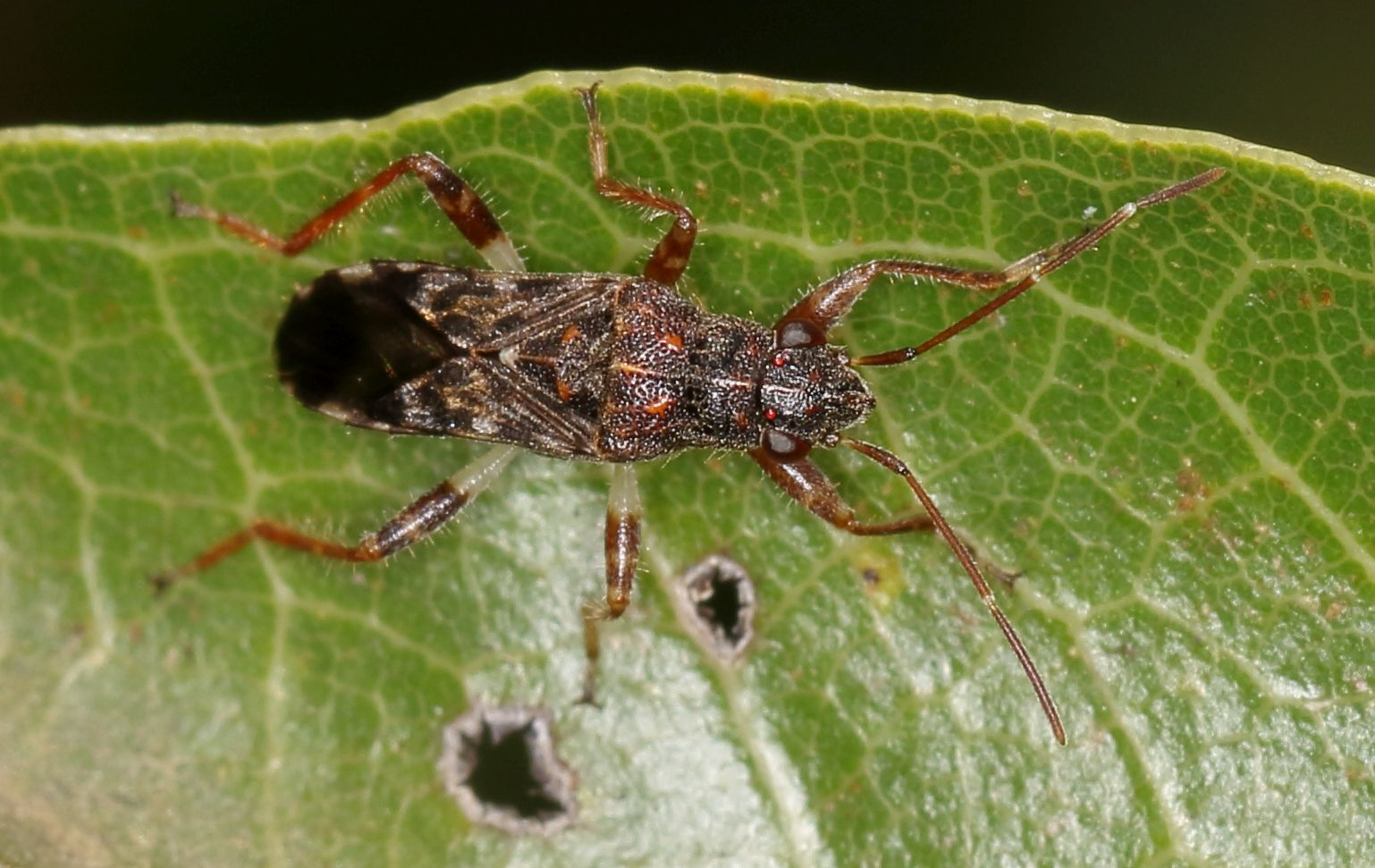
Dinomachus capeneri, Afrique du Sud.
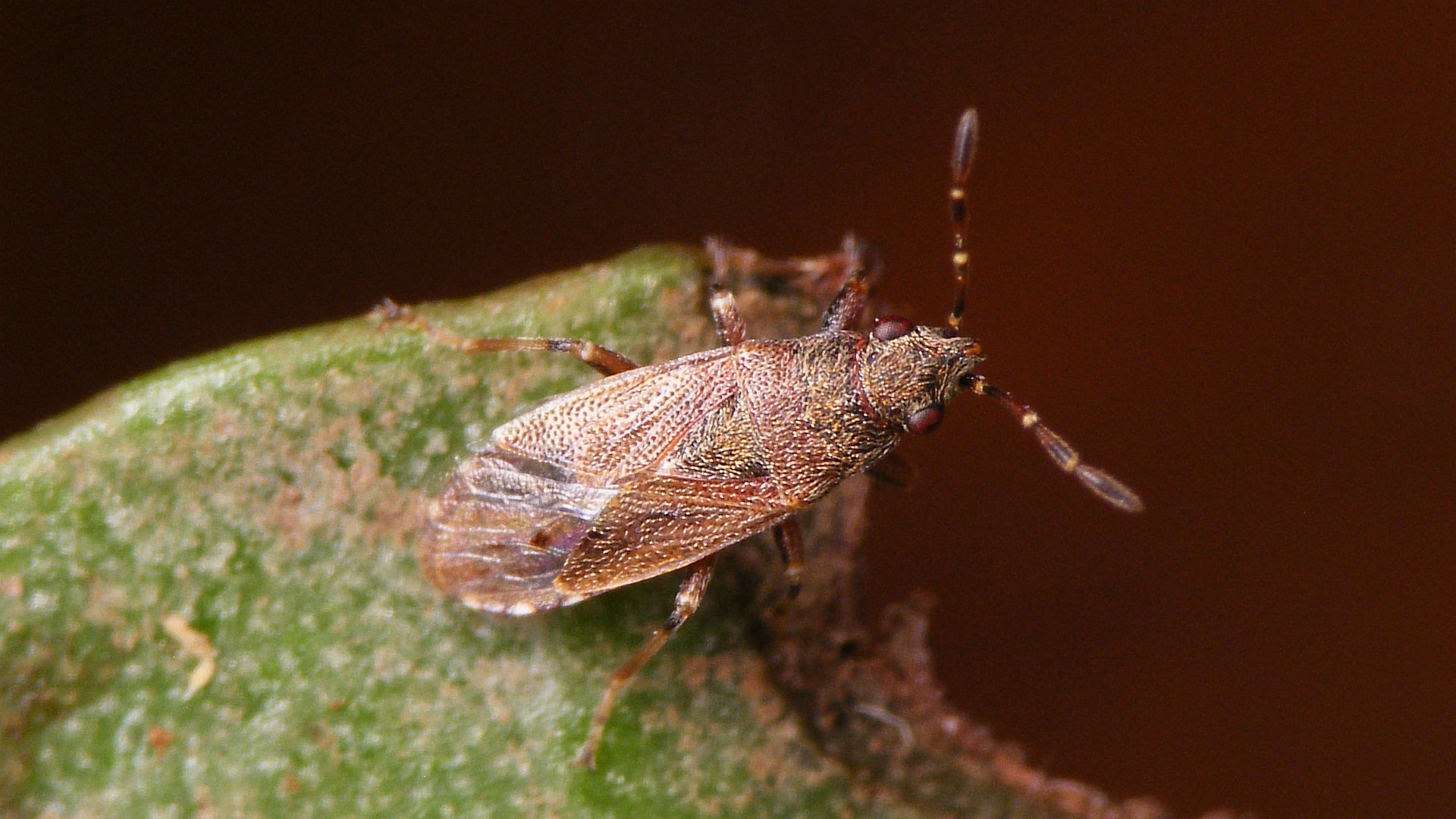
Heterogaster canariensis, île de La Palma, Canaries.
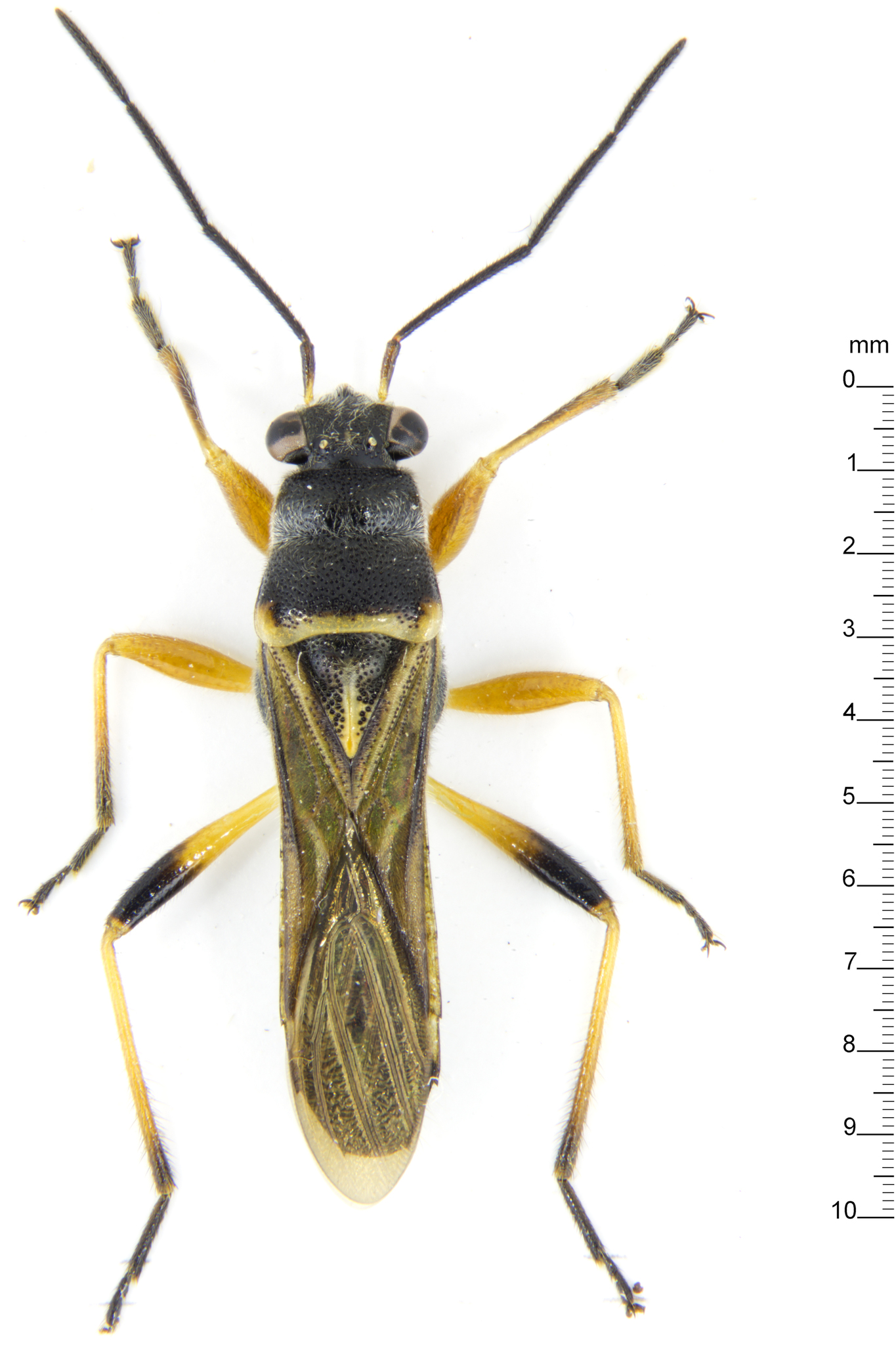
Hyginus auricornis, Brunei.
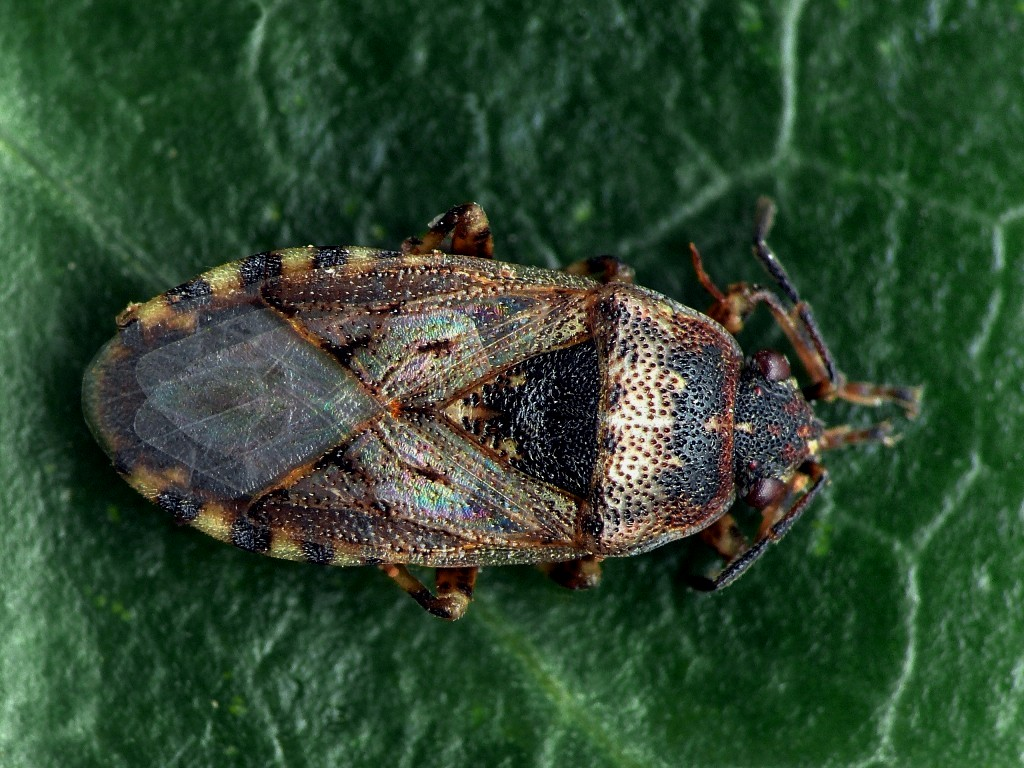
Platyplax salviae.